# Karl Budde
Pour les articles homonymes, voir Budde.
 (avril 2021).
Si vous disposez d'ouvrages ou d'articles de référence ou si vous connaissez des sites web de qualité traitant du thème abordé ici, merci de compléter l'article en donnant les références utiles à sa vérifiabilité et en les liant à la section « Notes et références ».
Karl Ferdinand Reinhard Budde (né le 13 avril 1850 à Bensberg, mort le 29 janvier 1935 à Marbourg) est un théologien protestant allemand.

## Biographie
Budde est le fils d'un enseignant de l'institut des cadets de Bensberg. Le directeur de Krupp Otto Budde (de) et le ministre prussien Hermann von Budde (de) sont ses frères. Il reçoit une éducation scolaire humaniste classique au lycée royal de Burgplatz à Essen (de). De 1867 à 1873, il étudie la théologie protestante à Bonn, Berlin et Utrecht. À 23 ans, Budde devient privat-docent en 1873 et professeur associé à l'université de Bonn en 1879. De 1878 à 1885, il est également inspecteur du monastère théologique et enseigne l'allemand, l'histoire et la religion dans une école secondaire pour filles. En 1889, il est nommé professeur d'Ancien Testament à l'université de Strasbourg. De 1900 jusqu'à sa retraite en 1921, il enseigne à l'université de Marbourg et en est le recteur en 1910.
Il reçoit un doctorat honoris causa en théologie de l'université de Giessen en 1883 et en 1911 de l'université de St Andrews.
Il est considéré comme l'un des principaux représentants de l'ancienne école de Julius Wellhausen. En plus de son travail sur l'Ancien Testament, il fait campagne pour l'art religieux d'Adrian Ludwig Richter dans l'esprit du protestantisme culturel (de). Il fait don de sa grande collection Richter au musée Folkwang en 1907. Depuis qu'il a fait la connaissance de Friedrich Adolf Wilhelm Spitta et Julius Smend à Strasbourg, Budde s'intéresse particulièrement à l'hymnologie et s'implique dans le mouvement liturgique plus ancien. Il fait partie de la commande de l'hymnaire de Strasbourg, crée de nouvelles traductions des anciennes chansons hollandaises d'Adriaen Valerius et encourage la redécouverte des anciens chants de Noël.
Parmi ses nombreux arrangements et traductions d'hymnes, Gottes Geschöpfe, kommt zuhauf est une transcription du Cantique des créatures de François d'Assise, basée sur un modèle anglais de William Henry Draper, est incluse dans l’Evangelisches Gesangbuch (EG 514) .